# Tipifarnib
Tipifarnib (INN, :213 tên thương mại được đề xuất Zarnestra) là một chất ức chế farnesyltransferase. Các chất ức chế Farnesyltransferase ngăn chặn hoạt động của enzyme farnesyltransferase bằng cách ức chế prenyl hóa mô-đun đuôi CAAX, cuối cùng ngăn Ras liên kết với màng, khiến nó không hoạt động.

## Lịch sử
Hợp chất được phát hiện bởi Nghiên cứu & Phát triển Dược phẩm Johnson & Johnson, LLC, với số đăng ký R115777.
Để điều trị u xơ thần kinh plexiform tiến triển liên quan đến u xơ thần kinh loại I, nó đã vượt qua các thử nghiệm lâm sàng giai đoạn I nhưng đã bị đình chỉ (NCT00029354) trong giai đoạn II.
Tipifarnib đã được đệ trình lên FDA bởi Johnson & Johnson để điều trị AML ở bệnh nhân từ 65 tuổi trở lên với một ứng dụng thuốc mới (NDA) cho FDA vào ngày 24 tháng 1 năm 2005. Vào tháng 6 năm 2005, FDA đã ban hành một bức thư "không thể chấp nhận" cho tipifarnib.
Kura Oncology được cấp phép tipifarnib từ Janssen vào năm 2014.

## Điều tra

### Ung thư
Chất ức chế đang được nghiên cứu ở bệnh nhân ung thư đầu và cổ đột biến HRAS, u lympho tế bào T ngoại biên (PTCL), hội chứng myelodysplastic (MDS) và bệnh bạch cầu myelomonocytic mãn tính (CMML). Nó đã được thử nghiệm trước đây trong các thử nghiệm lâm sàng ở bệnh nhân trong một số giai đoạn ung thư vú. Nó cũng đã được điều tra như là một điều trị cho bệnh đa u tủy.

### Progeria

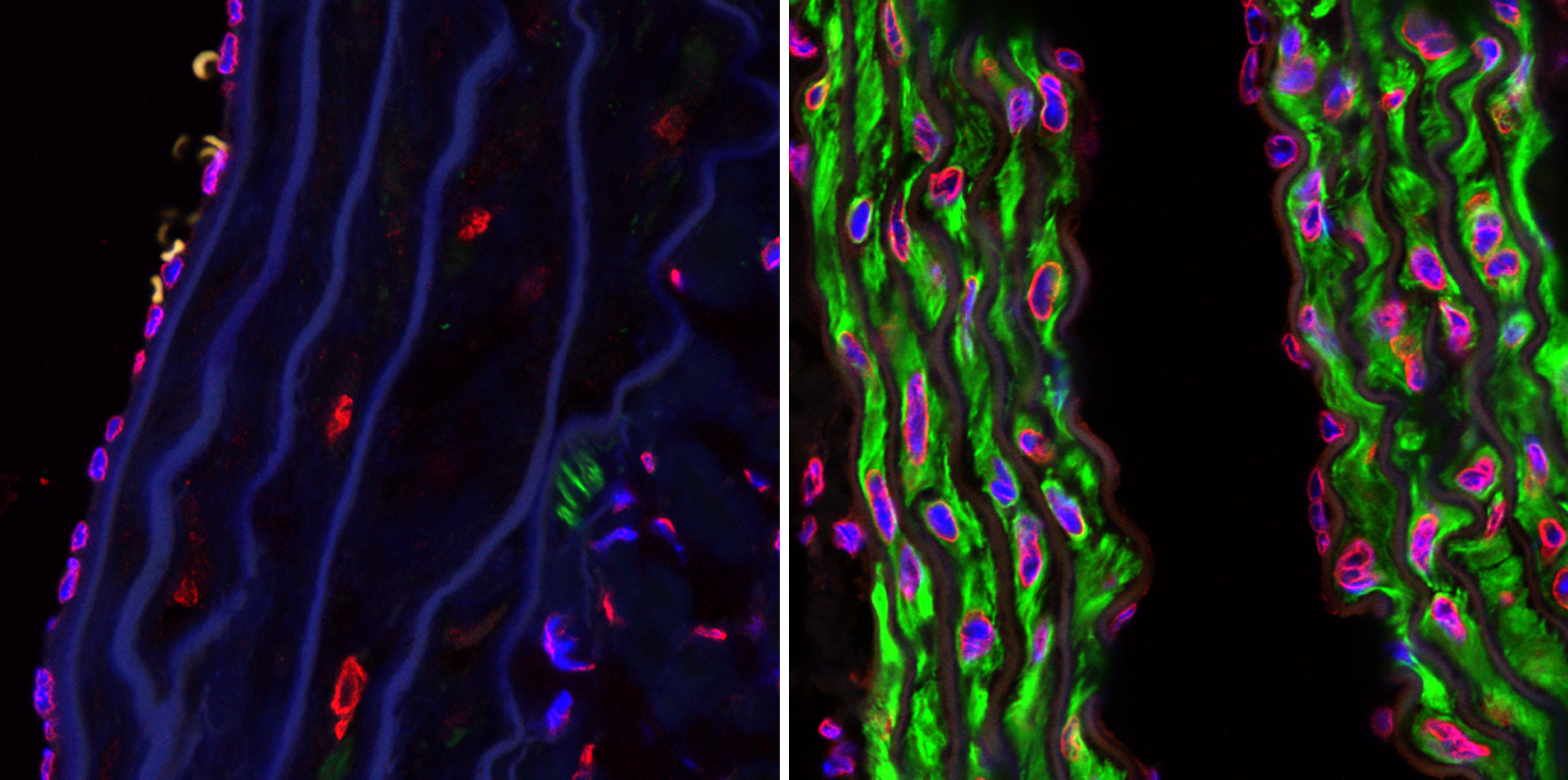
Hình ảnh kính hiển vi đồng tiêu của động mạch chủ giảm dần của hai con chuột progeria 15 tháng tuổi, một con chưa được điều trị (ảnh trái) và con còn lại được điều trị bằng thuốc ức chế farnsyltransferase tipifarnib (ảnh phải). Các bức ảnh siêu nhỏ cho thấy việc ngăn ngừa mất tế bào cơ trơn mạch máu đang lan tràn ở độ tuổi này. Stained là cơ trơn alpha-actin (màu xanh lá cây), lamins A / C (màu đỏ) và DAPI (màu xanh). (Độ phóng đại ban đầu, × 40)

Nó đã được hiển thị trên một mô hình chuột của hội chứng progeria Hutchinson, Gilford rằng việc sử dụng tipifarnib phụ thuộc vào liều có thể ngăn ngừa đáng kể cả sự khởi phát của kiểu hình tim mạch cũng như sự tiến triển muộn của bệnh tim mạch hiện có.